# Marelle
Pour les articles homonymes, voir Marelle (homonymie).

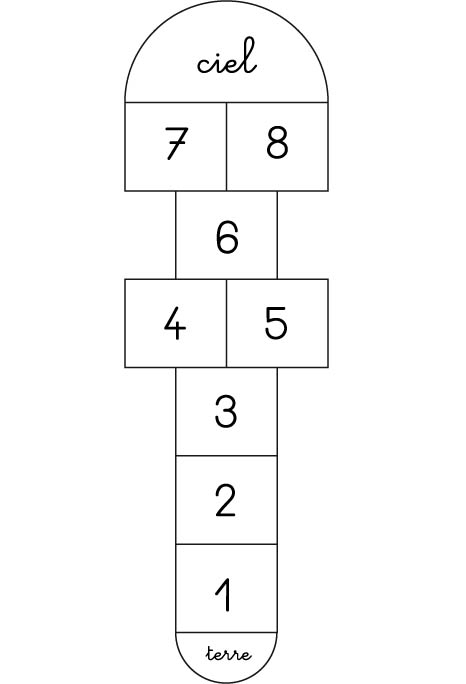
Le schéma le plus traditionnel. En bas la terre, en haut le ciel.

La marelle (de merel, mereau, XIIe siècle, « palet, jeton, caillou »), ou palet, est un jeu enfantin pratiqué sur un schéma tracé au sol, le plus souvent dans la cour de récréation des écoles primaires.
Il en existe diverses variantes, la plupart mineures et différant principalement par la forme du tracé ou la longueur du parcours complet.
Ce jeu participe au développement de l'enfant en lui apprenant à garder l'équilibre, à améliorer son adresse et aussi à compter.

## Jeu d'enfants

### Historique
C'est un jeu très ancien, que l'on retrouve sur le forum de Rome (cette interprétation est toutefois contestée). 
Le nom de « marelle » vient du vieux français « méreau », qui désigne le palet lancé par les joueurs sur les différentes cases du plateau de jeu. Ce palet (qui peut aussi être remplacé par un caillou ou un autre petit objet) est le seul accessoire indispensable pour jouer à la marelle.

### Matériel
Il ne nécessite que peu de choses pour y jouer :
- une craie, du charbon de bois ou une pointe dure, selon la nature du sol, pour tracer le dessin ;
- un caillou ou une petite boîte plate (de préférence métallique pour avoir un poids approprié) par joueur.

Il faut avoir un parcours ordonné dessiné sur le sol, progressant de « terre » à « ciel ». Après avoir lancé un palet (souvent un caillou plat), les joueurs progressent dans les différentes cases, principalement à cloche-pied, tout en évitant la case où se trouve le palet, ainsi que d'empiéter sur les lignes du tracé. Le gagnant est celui qui le premier termine la totalité des parcours à réaliser.

### Règles
Il n'existe pas de règles officielles. Celles-ci se transmettent entre enfants, les plus jeunes se les partageant après les avoir apprises des plus âgés, généralement à l'école durant la récréation.
À partir de la « Terre », chaque joueur, son tour venu, fait progresser son palet sur le parcours en le plaçant sur la case qui convient. En début de jeu, il commence par la case numérotée « 1 ». Puis c'est la case qui suit numériquement si le tour précédent a été réussi. Si le placement du palet est correct, c'est-à-dire s'il s'arrête sur la bonne case, sans mordre sur une ligne, et éventuellement si la méthode utilisée est conforme aux conventions, le joueur fait un aller-retour ordonné du parcours, sans mordre sur les lignes, sans poser le pied dans la case du palet, même après l'avoir ramassé juste avant de franchir sa case lors du trajet retour jusqu'à la « Terre ». Tant que le joueur ne commet pas d'erreur, il poursuit son tour en continuant de faire progresser le palet. Dans le cas contraire, son tour se termine et, sauf exception, quand reviendra son tour, il repartira de son dernier placement de palet réussi.

### Variantes

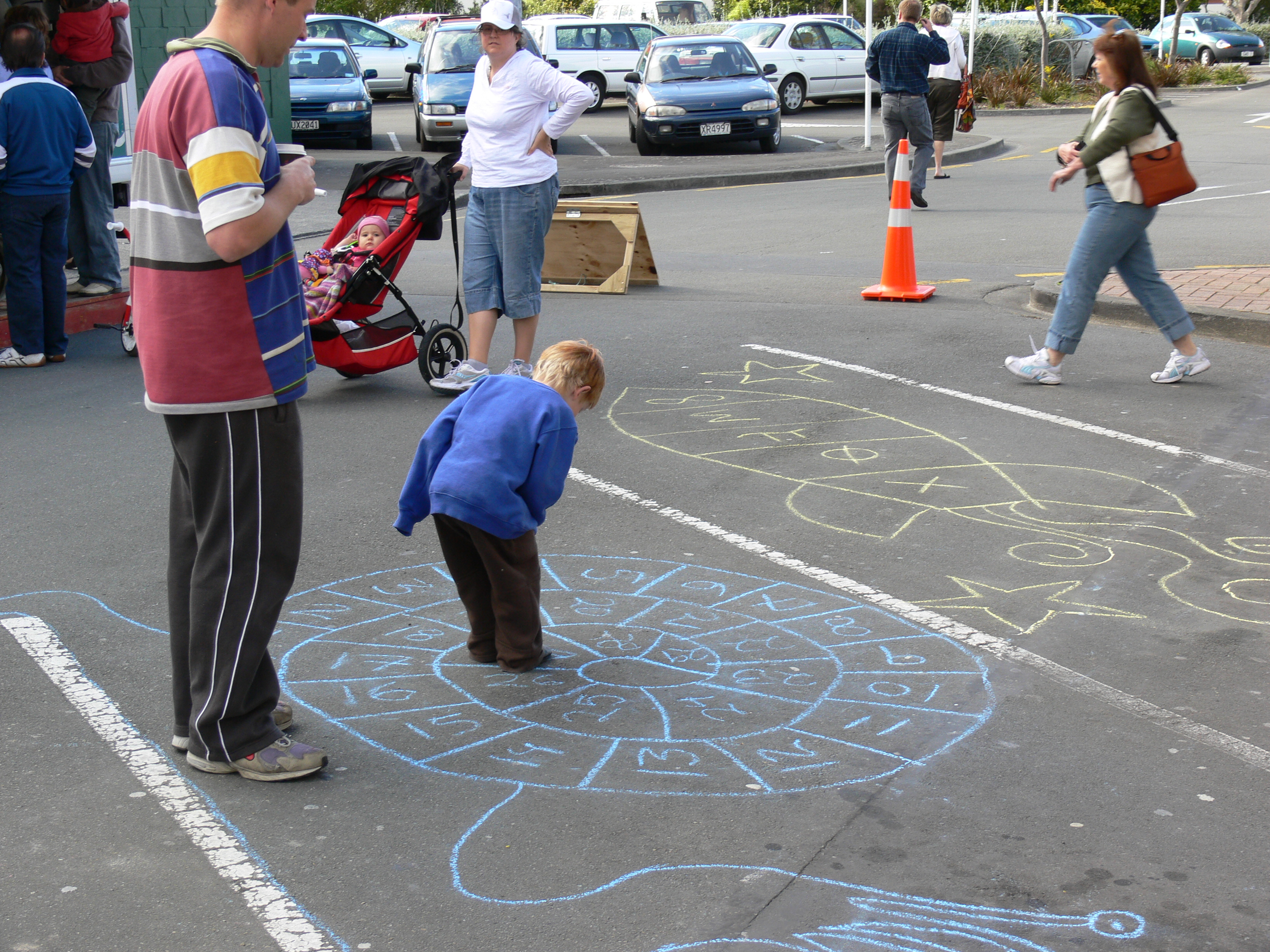
Version de marelle en forme de spirale ou d'escargot.

En France, il existe une variante nommée « escargot », « colimaçon » ou « marelle ronde », dessinée sous la forme d'une grande spirale, avec les cases de plus en plus petites. Les joueurs partent de l'extérieur et sautent à cloche pied vers le centre.

## Jeu de société
La marelle désigne également un jeu de société qui se joue à deux sur un tablier en forme de figure géométrique régulière sur lequel on pose des pions aux intersections des lignes. Le gagnant est le premier qui aligne trois pions. Une version plus évoluée est le jeu du moulin.
Ce jeu était déjà pratiqué par les Égyptiens et les Romains. Il fut très populaire au XIVe siècle mais fut abandonné au XVIe siècle. Il reviendra plus tard sous le nom de jeu du moulin.

## Extension géographique
La marelle existe dans la plupart des pays. Sur la base de règles communes, de nombreuses variantes existent d'un pays à l'autre, d'une région à une autre, voire d'une école à l'autre. Il est donc tout à fait possible qu'une variante locale puisse différer des règles les plus communément admises.
La marelle prend des noms divers suivant les pays. Le nom peut même varier à l'intérieur d'un même pays, voire d'une même région. Elle est appelée « Hopscotch » en anglais.

## Sources
- Fabian Müllers, Les Jeux au Moyen Âge  (ISBN 2-7028-9436-4).